# Суифт-Тътъл
Суифт-Тътъл (109P) е периодична комета, която носи името на своите откриватели — американските астрономи Луис Суифт, който я наблюдава през нощта на 16 юли 1862 г. и Хорас Парнел Тътъл, на 19 юли 1862 г.
Орбиталният период на кометата е около 130 години. При следващото ѝ преминаване през 1992 г. първи за нея докладва Цурухико Киучи.
Кометата оставя след себе си опашка от частици, които образуват метеорния поток Персеиди.